# Jonas Palma
Jonas Germundi Palma, ibland Palmærus, Gothrænius och Austroburgius, född cirka 1580 sannolikt i Göteryds socken, död 16 maj 1642 i Torstuna församling, var en svensk superintendent och hovpredikant.

## Biografi
Jonas Palma var son till kyrkoherden i Göteryd, Germundus Jonæ och, uppger Muncktell, Bothild Larsdotter ifrån Bjärnhult. Han studerade i Lund eller Landskrona, som vid tiden var danska städer, innan Axel Oxenstierna gav honom stipendium för studier i svenska Uppsala universitet och vid utländska universitet, varigenom han kom att promoveras till magister vid Greifswalds universitet. 1610 nämns han som Karl IX:s hovpredikant. Under Baltzarfejden, medan Sverige och Danmark stred om Jämtland, var Palma superintendent för Jämtland och Härjedalen, och hade sitt säte i Oviken. Han hade då i uppdrag att ersätta de danska prästerna i landskapen, med präster från Uppsala ärkestift, för att återta den svenska kontrollen över kyrkan och för att därigenom få befolkningen att bli mer välvilligt inställd till Sverige. När frågan inte längre var aktuell efter freden i Knäred, försvann naturligen tjänsten som superintendet över landskapen, och Palma återgick då till sin förra tjänst vid hovet, nu hos Gustav II Adolf. 1614 åtföljde Palma och Johannes Rudbeckius kungen till Ryssland. 1615 blev han kyrkoherde i Riddarholmens församling. Åren 1617-1623 var han kyrkoherde i Stora Kopparbergs socken, men suspenderas därifrån efter en rannsakning som bland annat gällde beskyllningar om äktenskapsbrott. Han återfick prästkappan 1627, och blev därefter utsedd till kyrkoherde i Torstuna socken.
Palma författade tillsammans med Rudbeckius en skrift, Berättelse om wår Christeliga tro och gudstjenst, riktad till församlingen i Ivanogrod, som utgavs 1640. Han författade en del bröllopsverser och sånger, samt översatte Sorgen för glädien går som fanns i 1695 års psalmbok. Han utkom 1613 med en andaktsbok på latin som översattes senare av Muraeus med titeln Menniskospegel.

### Familj
Palma var gift med Anna Nilsdotter. De fick tillsammans barnen Germund Palma (död 1612), stadsfiskalen Germund Palma i Falun, Elisabeth Palma som var gift med borgmästaren Johan Olofsson i Sala och Ingrid Palma (1616–1673) som var gift med professorn Petrus Erici Ljung i Uppsala. Dottern Elisabeth Palma blev stammoder till ätterna Gyllenpalm och Cederhielm.